# 6873 Tasaka
6873 Tasaka (1993 HT1) là một tiểu hành tinh vành đai chính được phát hiện ngày 21 tháng 4 năm 1993 bởi K. Endate và K. Watanabe ở Kitami.